# Franz-Peter Cassel
Franz-Peter Cassel (Keulen, 3 november 1784 - Gent, 8 juni 1821), ook wel François-Pierre Cassel, was wetenschapper, hoogleraar en rector aan de Gentse Universiteit.

## Natuurwetenschapper
Cassel werd geboren als de zoon van Regnier Cassel, een arts. Hij studeerde wetenschappen, wiskunde en moderne en klassieke talen in Keulen. Nadien vervolgde hij zijn studies aan de Georg-August-Universität in Göttingen. In 1805 studeerde hij af als arts in Parijs.
Cassel keerde terug naar zijn geboortestad en verwierf een aanstelling als professor in de zoölogie, botanica en chemie aan het Gymnasium van Keulen. Hij verwierf bekendheid dankzij verschillende publicaties, voornamelijk over plantkunde. Zijn bekendste werken zijn:
- Die Pflanzenwelt (1811)
- Lehrbuch der natürlichen Pflanzenordnug (1817)
- Morhponomia botanica (1820)[1]

## Hoogleraar en rector
In 1817 richtte Willem I in Gent een Rijksuniversiteit op. Franz-Peter Cassel kreeg een functie aangeboden als hoogleraar aan de faculteit Wetenschappen. Zo maakte hij deel uit van het eerste professorenkorps van de universiteit. Daarnaast werd hij aangesteld als intendant van de Plantentuin.
Als docent specialiseerde Franz-Peter Cassel zich in natuurwetenschappen. In het eerste academiejaar gaf hij volgende vakken:
- Zoölogia
- Mineralogia
- Anatomia comparata
- Botanica
- Plantarum Physiologia
- Metaphysica (in de faculteit Letteren en Wijsbegeerte)[3]

Tot 1849/1850 was het in Gent de gewoonte dat elk academiejaar een nieuwe rector werd aangesteld uit een andere faculteit. Cassel vervulde de functie in 1818-1819, en was daarmee de tweede rector van de Gentse universiteit.
Cassel ging op 1 maart 1820 met emeritaat wegens ziekte. Hij overleed het jaar nadien. Zijn lessen werden korte tijd overgenomen door Charles Auguste Van Coetsem, een hoogleraar uit de faculteit Geneeskunde. In 1921 werd Jacques Gilbert-Samuel Van Breda aangesteld als zijn opvolger.
- Author citation (botany): Cassel
- Gemeinsame Normdatei: 117648302
- International Standard Name Identifier: 0000 0004 5836 5707
- Système universitaire de documentation: 254220924
- Virtual International Authority File: 57397789
- WorldCat: E39PBJy8xtP6v98xyf9fg3Krv3